# Lenny Kuhr
Pour les articles homonymes, voir Lenny.
Lenny Kuhr, née le 22 février 1950 à Eindhoven, est une chanteuse néerlandaise.
En 1969, elle remporte à égalité avec trois autres concurrentes le Concours Eurovision de la chanson avec le titre De troubadour à Madrid. Les trois autres lauréates sont Frida Boccara pour la France, Lulu pour le Royaume-Uni et Salomé pour l'Espagne.
Ses plus grands succès aux Pays-Bas sont les titres Jesus Christo (1972), De Generaal (1974) et Visite (avec les Poppys en 1980).
Au début des années 1970, elle se produit en tournée en France avec Georges Brassens.

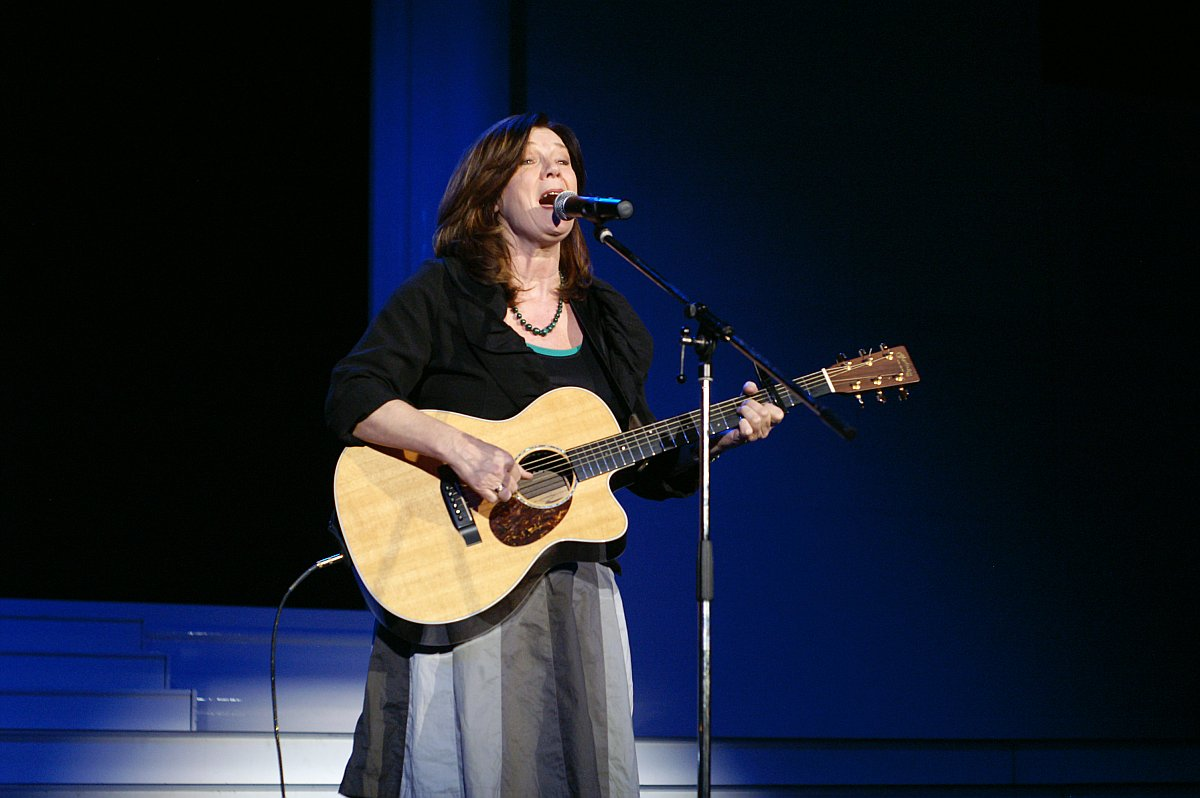
Lors d'un concert à Ruremonde, en 2008.

## Discographie
- Panta Rhei, 2005
- Op de grens van jou en mij, 2004
- Fadista, 2001
- Visite, 2000
- Oeverloze liefde, 1999
- De troubadour, 1998
- Stemmen in de nacht, 1997
- Gebroken stenen, 1997
- Altijd heimwee, 1994
- Heilig vuur, 1992
- De blauwe nacht, 1990
- Het beste van Lenny Kuhr, 1990
- Quo vadis, 1986
- De beste van Lenny Kuhr, 1983
- Oog in oog, 1982
- Avonturen, 1981
- Dromentrein, 1980
- 'n Dag als vandaag, 1976
- 'n Avondje Amsterdam, 1975
- God laat ons vrij, 1974
- De wereld waar ik van droom, 1972
- Les enfants, 1972
- De zomer achterna, 1971
- De troubadour, 1969